# مکسول تیلور
مکسول تیلور (انگلیسی: Maxwell D. Taylor; ۲۶ اوت ۱۹۰۱ – ۱۹ آوریل ۱۹۸۷) ژنرال نیروی زمینی ایالات متحده آمریکا بود، که در فاصله سال‌های ۱۹۵۵ تا ۱۹۵۹ به‌عنوان بیستمین رئیس ستاد نیروی زمینی آمریکا فعالیت می‌کرد و از ۱۹۶۲ تا ۱۹۶۴ پنجمین رئیس ستاد مشترک نیروهای مسلح آمریکا بود.
تیلور فعالیت نظامی را از سال ۱۹۲۲ در سپاه مهندسی ارتش ایالات متحده آغاز کرد، از ۱۹۴۴ تا ۱۹۴۵ فرماندهی لشکر ۱۰۱ هوابرد را برعهده داشت، در فاصله سال‌های ۱۹۴۵ تا ۱۹۴۹ فرمانده آکادمی نظامی ایالات متحده و از ۱۹۵۱ تا ۱۹۵۳ معاون عملیات نیروی زمینی آمریکا بود و از ۱۹۵۳ تا ۱۹۵۵ به‌عنوان فرمانده ارتش هشتم ایالات متحده آمریکا فعالیت می‌کرد. وی از ۱۹۶۴ تا ۱۹۶۵ سفیر ایالات متحده در ویتنام جنوبی بود و از ۱۹۶۸ تا ۱۹۶۹ ریاست هیئت مشاوران اطلاعاتی رئیس‌جمهور را برعهده داشت.
او در جنگ جهانی دوم (کارزار ایتالیا،  عملیات اورلرد، عملیات مارکت گاردن، نبرد آردن، نبرد باستون و اشغال ژاپن)، جنگ کره و جنگ ویتنام حضور داشت و در سال ۱۹۶۴ پس از ۴۲ سال خدمت، از نیروهای مسلح آمریکا بازنشسته شد.